# Mayoyao
Mayoyao è una municipalità di quarta classe delle Filippine, situata nella Provincia di Ifugao, nella Regione Amministrativa Cordillera.
Mayoyao è formata da 27 baranggay:
- Aduyongan
- Alimit
- Ayangan
- Balangbang
- Banao
- Banhal
- Bato-Alatbang
- Bongan
- Buninan
- Chaya
- Chumang
- Epeng
- Guinihon
- Inwaloy

- Langayan
- Liwo
- Maga
- Magulon
- Mapawoy
- Mayoyao Proper
- Mongol
- Nalbu
- Nattum
- Palaad
- Poblacion
- Talboc
- Tulaed